# Mighty Diamonds
Mighty Diamonds ist ein jamaikanisches Gesangstrio, das sich dem Roots Reggae mit einem stark rastafarianischen Einfluss verschrieben hat. Die Band wurde 1969 gegründet und hielt bis 2012 zusammen. Größte Bekanntheit erlangte sie durch das von Joseph Hoo Kim produzierte Debütalbum Right Time und die Auskopplung Deeper Roots im Jahr 1979. Mighty Diamonds gilt als eines der erfolgreichsten Gesangstrios im Jamaika der 1970er und 1980er Jahre.

## Geschichte
Die Mitglieder der 1969 in Kingston (Jamaika) im Stadtteil Trenchtown gegründeten Band waren der Leadsänger Donald Orlando „Tabby“ Shaw (1955–2022) sowie die Begleit-Sänger Fitzroy Ogilvie Matthews „Bunny“ Simpson (1951–2022) und Lloyd „Judge“ Ferguson (* 1943). Sie fanden sich Mitte der 1960er Jahre als Schulfreunde zusammen und nannten sich anfänglich – indem sie Shaws Mutter „The Diamonds“ nannte – “The Limelight, adopting Mighty Diamonds”. Mit ihren sanften Harmonien und ihren Bühnen-Choreografien ließen sie sich von Motown-Gesangsgruppen der 1960er inspirieren, wobei Shaw als Quellen der Inspiration sowohl The Temptations, The Stylistics, The Impressions und The Delfonics aufzählt als auch jamaikanische Rocksteady-Künstler wie John Holt und Ken Boothe.
Ihre anfänglichen Aufnahmen wurden von Pat Francis, Stranger Cole (“Girl You Are Too Young” (1970), “Oh No Baby”), Derrick Harriott (“Mash Up”), Bunny Lee (“Jah Jah Bless the Dreadlocks”, “Carefree Girl”), Lee “Scratch” Perry (“Talk About It”), and Rupie Edwards produziert, doch ihre erste Hit-Single war die “Francis”-Produktion “Shame and Pride”, aufgenommen im Studio ‘Dynamic Sounds’. Den letztendlichen Durchbruch brachte ihnen Mitte der 1970er Jahre die Zusammenarbeit mit dem Produzenten Joseph Hoo Kim. “Country Living” und “Hey Girl” wurden im Channel One-Studio aufgenommen und vom gleichnamigen Label herausgegeben. “Right Time” folgte auf Hoo Kims Label “Well Charge”, und manifestierte ihren Status als eine der bekanntesten jamaikanischen Gruppen ihrer Zeit.
Bei Virgin Records unter Vertrag genommen, wurde 1976 das Debüt-Album Right Time mit den meisten ihrer frühen “Channel One”-Hits veröffentlicht. Das Album war ein internationaler Erfolg, worauf hin Virgin sie zur Zusammenarbeit mit Allen Toussaint, unterstützt durch ortsansässige Musiker, nach New Orleans schickte. Das daraus resultierende Album Ice on Fire verkaufte sich schlecht. Es sprach Reggae-Fans nicht an und wurde beschrieben als “Versuch von Soul-Musikern aus New Orleans Reggae zu spielen”.
Wieder zurück in Jamaika, setzten sie die Aufnahmen für Channel One mit dem 1978 veröffentlichten Album Stand Up to Your Judgment und einer Reihe von Hit-Singles fort. Außerdem veröffentlichten sie Aufnahmen mit ihrem eigenen Platten-Label 'Bad Gong'. Das nächste große Erfolgsalbum der Band, Deeper Roots, wurde wieder durch Virgin über ihr Label Front Line herausgebracht.
In den frühen 1980er Jahren nahmen sie mit dem Produzenten Gussie Clarke – größtenteils zurückgreifend auf alte „Studio One“-Einspielungen als Grundlage für ihre Aufnahmen – auf. Hieraus resultierende Dubplates – insbesondere „Pass the Kouchie“, aufgenommen in “Full Up Riddim Aka Kutchie Riddim Mix” – erlangten Bekanntheit durch Sound Systems in Jamaica, New York, und London. Ihre Zusammenarbeit mit Clarke ergab 1981 das Album Changes.
“Pass the Kouchie”, geschrieben von Ferguson and Simpson, wurde gleich zweimal ein internationaler Hit, einmal nach der ersten Veröffentlichung (auf ihrem 1982 erschienenen Album Changes) und erneut – wegen des Bezugs zu Drogen – mit geändertem Text von Musical Youth als “Pass the Dutchie”.
Ihr Auftritt 1982 auf dem Reggae Sunsplash wurde im späteren Verlauf des Jahres zusammen mit dem von Mutabaruka veröffentlicht.
Die Gruppe fuhr mit der regelmäßigen Herausgabe von Alben fort, die sich erfolgreich – unter anderem an die vorherrschenden digitalen Rhythmen der 1980er Jahre – anpassten. Tabby, Bunny und Judge haben in ihrer langen Karriere über 40 Alben produziert.
2021 wurde die Gruppe im Rahmen der National Honours and Awards zum 59. Jahrestag zur Unabhängigkeit Jamaikas geehrt.
Tabby Shaw wurde am 29. März 2022 bei einem Drive-by-Shooting in Kingston getötet. Nur drei Tage später starb Bunny Simpson. Simpson litt an Diabetes und seit 2015 an den Folgen eines Schlaganfalls.

## Diskografie (Auswahl)

### Studio-Alben
- Right Time (1976), Well Charge/Virgin – auch herausgegeben unter dem Titel When the Right Time Come (I Need a Roof)
- Ice on Fire (1977), Virgin
- Planet Mars Dub (1978), Front Line – The Icebreakers and the Diamonds, Dub-Version von Planet Earth
- Stand Up to Your Judgment (1978), Channel One
- Tell Me What's Wrong (1978), Hit Bound
- Planet Earth (1978), Virgin
- Deeper Roots (1979), Front Line
- Deeper Roots Dub. 1979.
- Changes (1981), Music Works
- Dubwise (1981), Music Works – sechs Dub Versionen aus Changes und vier andere Dubs
- Reggae Street (1981), Shanachie
- The Roots Is There (1982), Music Works/Shanachie
- Indestructible (1982), Alligator (Ähnlich dem Album Changes mit zwei zusätzlichen Songs)
- Heads of Government (1982), Jah Guidance
- Leaders of Black Countries (Showcase Album) (1983), Mobiliser
- Backstage (1983), Music Works
- Kouchie Vibes (1984), Burning Sounds
- Diamonds Are Forever (1984), Woorell Japan – 8 Songs exclusiv für Japan plus zwei Singles
- Pass the Kouchie (1985), Bad Gong – Singles herausgegeben auf Bad Gong Records in den früher Achtzigern plus neuem Material
- Struggling (1985), Live & Learn
- If You Looking for Trouble (1986), Live & Learn
- The Real Enemy (1987), Greensleeves
- Never Get Weary (1988), Live & Learn
- Get Ready (1988), Rohit International/Greensleeves
- Ready for the World (1989), Overheat Japan – 8 Songs exclusive für Japan plus zwei Singles
- Jam Session (1990), Live & Learn
- Tour the World (1991) – beinhaltet fünf neue Songs und fünf alte Songs
- Patience (1991), Tassa
- The Moment of Truth (1992), Mango
- Bust Out (1993), Greensleeves/VP
- Speak the Truth (1994), RAS
- Stand Up (1998), Gone Clear
- Thugs in the Streets (2006), Nocturne
- Inna De Yard (2008), Makasound – Akustik-Versionen von klassischen Songs, gespielt auf Nyabinghi-Trommeln

### Zusammenarbeiten und aufgeteilte Alben
- Vital Dub Strictly Rockers (aka: Vital Dub – Well Charged) (1976) – beinhaltet fünf Dub-Versionen aus dem Album Right Time
- Trinity Meet the Mighty Diamonds (1979), Gorgon
- Disco Showcase (1979), Gussie Roots Sounds – Leroy Smart feat. The Mighty Diamonds
- Right Time Rockers (The Lost Album) (1998) – aufgenommen 1976, U-Roy aufgelegt zu den Rhythmen aus dem Album Right Time

### Zusammenstellungen
- Vital Selection (1981), Virgin – 1976–1979, Material produziert von Joseph Hoo Kim
- Ebony and Ivory (1983), Woorell – japanische Zusammenstellung von Augustus Clark-Produktionen
- Go Seek Your Rights (1990), Front Line – 1976–1979, von Joseph Hoo Kim produziertes Material
- Mighty Diamonds Meet Don Carlos & Gold at Channel One Studios (1993), Channel One – umfasst das komplette Album Right Time
- Paint It Red (1993), RAS – Zusammenstellung von Singles von 1985–1990, überdubbed mit neuen Instrumenten
- Works (1994), JVC/Victor – 1981–1988, Material von Augustus Clarke
- From the Foundation (1996), Gone Clear – The Mighty Diamonds & The Tamlins, 1978–1981, Material von Augustus Clarke
- Heads of Government (1996), Germain – Material produziert von Donovan Germain, unterscheidet sich vom Album aus dem Jahr 1983
- Maximum Replay (1997) – 1981–1988, Material von Augustus Clarke
- The Best of the Mighty Diamonds: 20 Hits (1997) – beinhaltet zwei komplette Alben: Stand Up to Your Judgment und Tell Me What's Wrong
- RAS Portrait (1997), RAS – Aufnahmen von 1993–1994
- Right Time Come (1998) – beinhaltet das komplette Album Right Time album und neun Songs aus dem Jahr 1978
- Indestructible: Anthology Volume 1 (1999)
- Natural Natty Reggae (2000), Simon – Zusammenstellung von Singles, produziert von Bunny Diamonds zwischen 1976 und 1997
- The Classics Recordings of Jamaica's Finest Vocal Trio (2000), Music Club
- Gold Collection (2000), Grayland
- Everlasting: 30th Anniversary (2000), D-3
- Rise Up (2001), Jet Star
- Unconquerable (2003), Reggae Road
- Revolution (2003), NYC Music
- The Best of the Mighty Diamonds (2004), Seymour – beinhaltet zwei Alben: Pass the Kouchie und Tour the World
- Back2Back: Tamlins & Mighty Diamonds (2007)
- Reggae Legends (2008), VP – 4-CD Boxset, welches die vier auf Greensleeves herausgegebenen Alben beinhaltet: The Real Enemy, Get Ready, Live in Europe und Bust Out
- Kings of Reggae (2009), Nocturne – Material herausgegeben auf RAS Records von 1993–1994
- Leaders of Black Countries (2011), Kingston Sounds

### Livealben
- Live in Tokyo 1985.
- Live in Europe 1989.
- Live at Reggae Sunsplash (1992), Genes – aufgenommen im August 1982, acht Songs der Mighty Diamonds und sieben Songs von Mutabaruka
- The Best of Reggae Live (2001) – Frankie Paul & Mighty Diamonds
- Live in Europe: Nice, France (2002) – aufgenommen 1997

## Filmografie
- Rockers, Regie: Ted Bafaloukos, Jamaika 1978. (Die Mighty Diamonds sind als Schmiede und Mechaniker in einer Werkstatt zu sehen.)